# Au p'tit café
Au p'tit café est une émission de télévision de variétés québécoise diffusée du 17 octobre 1956 au 21 mai 1961 à la Télévision de Radio-Canada. Le premier épisode portait le titre Aux gais lurons.

## Synopsis
Au p’tit café était une émission hebdomadaire de variétés animée par Dominique Michel, Normand Hudon et Pierre Thériault. La musique, l’humour et les variétés étaient au rendez-vous. En présence d'un public attablé, les animateurs présentent les artistes invités de la semaine. On y revivait un peu l'esprit des cabarets montréalais de l'époque.
Entre 1956 et 1961, c'est l'émission Au p'tit café qui se charge de la revue de l'année qui se termine. C'est un peu l'ancêtre du Bye Bye.
C'était une des émissions les plus écoutées de la fin des années 1950.

## Fiche technique
- Scénarisation : Jean-Louis Roux
- Réalisation : Guy Hoffmann et Jean Bissonnette
- Société de production : Société Radio-Canada

## Distribution
- Normand Hudon
- Dominique Michel
- Pierre Thériault
- Paul de Margerie

## Revue de l'année 1957
Le 31 décembre 1957, on présente à l'émission Au p'tit café une édition spéciale faisant une revue humoristique de l’année. Au programme, notons une parodie du téléroman Les Belles Histoires des pays d'en haut qu’on transforma alors en comédie musicale. On se moquait aussi de l’un des plus grands succès de l’année, la chanson En veillant su'l perron de Dominique Michel. Comme artistes invités, on retrouvait Pierre Nadeau, Jean Rafa, Denise Filiatrault et son mari Jacques Lorain, le trio de danse Brian McDonald et les frères Maxwell.
Aussi, l'équipe du Au p'tit café (avec Dominique Michel, Pierre Thériault, Normand Hudon), et certains des invités  (Denise Filiatrault, Jean Rafa et Jacques Lorrain) adaptent à leurs façons la chanson du nouvel an de La Bolduc : C'est dans le temps du Jour de l'an.
L'expérience s'est répétée les années suivantes. Sept mois après la diffusion du dernier épisode hebdomadaire en mai 1961, l'équipe se retrouve pour la revue de l'année 1961.